# Heinrich Häffely
Heinrich Häffely (* 21. Februar 1816 in Pfastatt; † 9. Februar 1877 ebenda; französisch: Henri Haeffely) war Fabrikbesitzer und Vorstand der Handelskammer Mülhausen. Von 1874 bis 1877 war Mitglied des Deutschen Reichstags für den Wahlkreis Elsaß-Lothringen 2 (Mühlhausen) als Vertreter der Französischen Protestpartei.
In seiner Heimatstadt Pfastatt ist heute eine Straße nach ihm benannt.